# Francesco Nerli il Vecchio
Francesco Nerli seniore (Firenze, 1594 – Roma, 6 novembre 1670) è stato un cardinale e arcivescovo cattolico italiano.

## Biografia
Fu eletto vescovo di Pistoia il 15 febbraio 1650, il 16 dicembre 1652 per desiderio espresso del granduca Ferdinando II de' Medici fu chiamato a ricoprire l'incarico di arcivescovo di Firenze dopo la morte di Pietro Niccolini.
In realtà il Nerli viveva praticamente presso la curia romana, dove ricopriva la carica di Segretario dei Brevi ai Principi. Prese possesso dell'arcidiocesi tramite un procuratore il 21 dicembre del 1652 e solo sei mesi dopo (22 giugno 1653) giunse di persona. Fu presente all'investitura di Cosimo III come Gran Maestro dell'Ordine di Santo Stefano, in una cerimonia tenuta dal cardinale Gregorio Barbarigo.
Per contrasti con la casa granducale l'arcivescovo si trasferì di nuovo a Roma, dove Papa Alessandro VII gli riconcesse il suo antico incarico. Clemente IX volle premiare la sua opera e lo creò cardinale nel 1669 con il titolo di San Bartolomeo all'Isola.
Morì il 6 novembre 1670 e venne sepolto nella basilica di San Giovanni dei Fiorentini.

## Genealogia episcopale
La genealogia episcopale è:
- Cardinale Tolomeo Gallio
- Vescovo Cesare Speciano
- Patriarca Andrés Pacheco
- Cardinale Agostino Spinola
- Cardinale Giulio Cesare Sacchetti
- Cardinale Giovanni Giacomo Panciroli
- Cardinale Francesco Nerli il Vecchio

## Ascendenza
|                            |   |                      | Genitori             |  |  | Nonni |  |  | Bisnonni       |  |  | Trisnonni       |  |
|                            |   |                      |                      |  |  |       |  |  | Federico Nerli |  |  | Francesco Nerli |  |
|                            |   |                      |                      |  |  |       |  |  | Federico Nerli |  |  | Francesco Nerli |  |
|                            |   | …                    |                      |  |  |       |  |  | Federico Nerli |  |  |                 |  |
| Francesco Nerli            |   |                      |                      |  |  |       |  |  | Federico Nerli |  |  |                 |  |
|                            |   | Dianora Capponi      | Niccolò Capponi      |  |  |       |  |  |                |  |  |                 |  |
|                            |   | Dianora Capponi      | Niccolò Capponi      |  |  |       |  |  |                |  |  |                 |  |
|                            |   | Dianora Capponi      | Maria degli Albizzi  |  |  |       |  |  |                |  |  |                 |  |
| Federico Nerli             |   | Dianora Capponi      |                      |  |  |       |  |  |                |  |  |                 |  |
|                            |   | Niccolò Guicciardini | Luigi Guicciardini   |  |  |       |  |  |                |  |  |                 |  |
|                            |   | Niccolò Guicciardini | Luigi Guicciardini   |  |  |       |  |  |                |  |  |                 |  |
|                            |   | Niccolò Guicciardini | Elisabetta Sacchetti |  |  |       |  |  |                |  |  |                 |  |
| Isabella Guicciardini      |   | Niccolò Guicciardini |                      |  |  |       |  |  |                |  |  |                 |  |
|                            |   | Caterina Jacopi      | Lorenzo Jacopi       |  |  |       |  |  |                |  |  |                 |  |
|                            |   | Caterina Jacopi      | Lorenzo Jacopi       |  |  |       |  |  |                |  |  |                 |  |
|                            |   | Caterina Jacopi      | …                    |  |  |       |  |  |                |  |  |                 |  |
| Francesco Nerli il Vecchio |   | Caterina Jacopi      |                      |  |  |       |  |  |                |  |  |                 |  |
|                            | … | …                    |                      |  |  |       |  |  |                |  |  |                 |  |
|                            | … | …                    |                      |  |  |       |  |  |                |  |  |                 |  |
|                            | … | …                    |                      |  |  |       |  |  |                |  |  |                 |  |
| …                          | … |                      |                      |  |  |       |  |  |                |  |  |                 |  |
|                            |   | …                    | …                    |  |  |       |  |  |                |  |  |                 |  |
|                            |   | …                    | …                    |  |  |       |  |  |                |  |  |                 |  |
|                            |   | …                    | …                    |  |  |       |  |  |                |  |  |                 |  |
| Costanza de' Nobili        |   | …                    |                      |  |  |       |  |  |                |  |  |                 |  |
|                            |   | …                    | …                    |  |  |       |  |  |                |  |  |                 |  |
|                            |   | …                    | …                    |  |  |       |  |  |                |  |  |                 |  |
|                            |   | …                    | …                    |  |  |       |  |  |                |  |  |                 |  |
| …                          |   | …                    |                      |  |  |       |  |  |                |  |  |                 |  |
|                            |   | …                    | …                    |  |  |       |  |  |                |  |  |                 |  |
|                            |   | …                    | …                    |  |  |       |  |  |                |  |  |                 |  |
|                            |   | …                    | …                    |  |  |       |  |  |                |  |  |                 |  |
|                            |   | …                    |                      |  |  |       |  |  |                |  |  |                 |  |